# Feature
Feature-ul este o specie jurnalistică având drept scop informarea asupra unor fapte de actualitate, din realitatea imediată, de interes pentru un public larg, în urma investigării la fața locului, apelând adesea la modalități literare de expresie. Mulți confundă noțiunea de feature cu cea de reportaj însă intre cele două există diferențe.
Deosebirea dintre feature și reportaj: în primul rând ceea ce numim noi reportaj este un gen care se încadrează în categoria mai largă a articolelor tip feature; cu alte cuvinte, un reportaj este(aproape) întotdeauna un feature, dar un feature nu este neapărat reportaj. În al doilea rând, în condițiile în care terminologia românească de specialitate se îmbogățește continuu cu noi termeni, majoritatea de origine engleză, semnificația acestor termeni, care suplinesc de multe ori o taxonomie incompletă, trebuie bine lămurită, fără să mai punem la socoteală faptul că jurnalismul este o profesiune fără frontiere – din ce în ce mai mulți jurnaliști români au acces la ziare și alte surse străine, vin în contact cu jurnaliștii și instituții de presă din străinătate, în mod direct sau prin intermediul internetului. Jurnalistul modern trebuie să fie pregătit, pe de o parte, să citească și să înțeleagă presa străină, iar pe de altă parte, să poatâ redacta oricând un feature sau alt tip de material pentru mass–media din afara țării, în cazul în care i s-ar ivi oportunitatea unei colaborări. În plus, există mulți jurnaliști români care lucrează la ziare sau pagini românești în limba engleză.

##### Tipologia feature-ului
1. profiluri: un profil este un portret în cuvinte; ca și un portret bun, profilul trebuie să surprindă caracterul, spiritul și stilul subiectului; reporterii trebuie să pătrundă dincolo de suprafață, să afle ce ii motivează pe oameni, ce îi incită, ce îi face interesanți; un bun profil nu trebuie să se limiteze la a descrie viața personajului, trebuie să conțină citate relevante, să descrie subiectul și mediul în care trăiește.
2. articole de culoare: articolele de culoare sunt cunoscute și sub numele de sidebars, ele sunt articole care abordează în detaliu un anumit aspect al subiectului.
3. articole de context: aceasta furnizează cititorului date și informații care ajută la înțelegerea contextului în care se petrece un anume eveniment.
4. știri-feature: principala caracteristică ce deosebește o știre-feature de o știre propriu-zisă este faptul ca prima se referă la un fenomen, o situație, o stare de fapt, un curent, mai degrabă decât la un eveniment anume.
5. articole de interes uman: se referă la articole care vorbesc despre un anumit episod din viața oamenilor; un astfel de articol poate să abordeze cazul unui copil ce a pornit într-un marș de 160 de kilometri ca să strângă bani pentru o fundație umanitară.
6. articole amuzante: au rolul de a contrabalansa numărul mare de știri solemne, dramatice; să scrii cu umor este un exercițiu dificil, care cere talent si experiență.
7. aventuri(adventure stories): descrie o experiență deosebită a unei persoane; poate fi vorba despre aventura unei persoane care a supraviețuit prăbușirii unui avion.
8. articole de calendar: astfel de materiale se mai numesc „de sezon”, având ca subiect aniversări și zile deosebite, precum Crăciunul, Paștele, Mărțișorul, prima zi a unui anotimp.
9. articole explicative: se referă la aproape orice subiect de interes larg; se mai numesc de situație sau de interpretare; ele aduc explicații.
10. articole utilitare și educative(how-to-do-it- stories): spun cititorilor ce anume trebuie să facă pentru un anumit scop.

### Cum se scrie un feature
Adeseori, aceleași fapte pot fi utilizate pentru a scrie fie o știre, fie un feature; este treaba reporterului să decidă ce tip de articol este mai indicat. Există și cazuri în care există o singură opțiune, iar alegerea eronată a genului și stilului va fi fatală pentru articol.
Lead-ul trebuie să răspundă la întrebările fundamentale: ce, cine, când, unde, de ce. Acesta trebuie să capteze atenția cititorului și să-i determine să continue lectura. Folosirea persoanei întâi este permisă în cazul feature-ului. Lead-ul trebuie să dezvăluie tema și să sugereze cum va fi tratată aceasta.
Feature-ul începe, de regulă, cu un lead rezumat. De asemenea, pot începe cu un citat, o anecdotă, o întrebare, o acțiune, o descriere, un fapt șocant sau o combinație a acestor elemente.

### Importanța documentării
Mulți jurnaliști consideră că scrierea unui feature nu necesită o muncă de documentare prea conștiincioasă, fiind convinși că au nevoie doar de talent și de un subiect bun. Nimic mai neadevărat. Documentarea este cel puțin la fel de importantă pentru scrierea unui feature pe cât este în cazul știrilor de impact.

### Observația
Pentru că succesul unui feature depinde în mare măsură de descriere, reporterul trebuie să-și educe spiritul de observație. Există o relație directă între observație , ca metodă de documentare, și descriere, ca rezultat al acesteia. Reporterii cu experiență consideră că observația este cel mai important element într-un feature. Jurnalistul trebuie să noteze ambianța, culorile, sunetele, mirosurile, fizionomiile, gesturile, toate acele amănunte care, puse la un loc, vor forma un tablou fidel și sugestiv pentru cititor.

### Culoare
Reporterii care scriu feature încearcă să ajungă la o formă specială, intensă de comunicare cu cititorii lor. Adesea, scopul ziaristului este nu ca cititorul să afle informația, ci să simtă. Calea cea mai scurtă spre sentimente este prin simțuri, așa că scriitorii buni de feature evocă imagini care trimit la experiențele senzoriale ale cititorilor, aducându-i, astfel, pe aceștia la fața locului: vedere, simțul tactil și miros.

### Anecdote
Folosirea anecdotelor este foarte eficientă. Micile poveștiri duc la o mai bună înțelegere a subiectelor mai largi.

### Concretețe
Când scriu feature, reporterii trebuie să-și reamintească în mod constant să se ferească de abstracțiuni, să descrie evenimentele cu acuratețe într-un stil concret. De obicei, nu se scrie un feature despre condițiile generale de muncă ale metalurgiștilor, ci jurnalistul face un reportaj în care descrie cum muncesc oamenii într-o singură fabrică sau chiar într-o secție. În loc să scrie la nivel abstract despre foamete, articolul-feature se referă, de obicei, la o persoană sau o familie afectată de acest flagel.